# The Buyakers
The Buyakers es una banda de música rock que se formó en la ciudad de Puertollano (España) en 2008.
Con una mezcla de rock, blues, swing, ska y reggae, imprimen a su música un sello personal que los diferencia del resto de grupos del panorama musical español.

## Historia
The Buyakers se formó en 2008 por Sergio González Suko (cantante y guitarra) y Víctor Mohedano (guitarra).

## Discografía

### Álbumes
- 2015 - Empieza la Función.
- 2017 - El Bar de los Muertos.
- 2019 - Donde caben dos... (Directo sinfónico con la AMC)
- 2019 - Entidad Cuernos.
- 2025 - Ya es la hora

### Sencillos
- No somos Tarantino (2011)
- El bar de los muertos (2017)
- Locos de atar (2017)
- Herida y sal (2019)
- Cuando todo vaya mal (2020)
- Sube el pan (2024)
- Donde todos volvemos(2024)
- El club de los perdedores (2024)
- Ya es la hora (2025)